# Dadiani
I Dadiani (in georgiano სამეგრელოს მთავრები?) furono una famiglia di nobili, duchi e principi georgiana e una dinastia regnante della provincia occidentale georgiana di Samegrelo (Principato di Mingrelia).

## Il Casato di Dadiani
I primi dati circa la famiglia risale al 1046. Presumibilmente, i Dadiani discendono da un certo Dadi del Casato di Vardanisdze. Nominati come ereditari eristavi (duchi) di Odishi (Mingrelia) in ricompensa per i loro servizi militari, la famiglia era diventata il più potente casato feudale nella parte occidentale della Georgia a partire dal decennio del 1280. A quel tempo, i rami della famiglia governarono anche la Svanezia e Guria.
Bagrat VI di Georgia, alla testa di una coalizione di nobili georgiani, nel  1463 sconfisse il suo oppositore Giorgio VIII alla battaglia di Cichori, occupando Kutaisi ed incoronandosi re di Imereti. In cambio dell'aiuto ricevuto, il nuovo sovrano fu costretto a donare un principato (samtavro) ad ognuno dei suoi quattro principali alleati; in questo modo i Dadiani ottennero la Mingreliza, governandola come uno stato semi-indipendente.
Nel 1557, il Duca Levan I Dadiani diventò ereditario Principe (mtavari) di Mingrelia e si affermò come sovrano indipendente. Il suo discendente, il Principe Levan III Dadiani fu costretto ad abdicare nel 1691 ed i parenti Dadiani della famiglia Chikovani (in georgiano: ჩიქოვანი) ereditarono il titolo di Principi di Mingrelia ed il cognome Dadiani. Accettando la sovranità russa nel 1802, i Dadiani furono elevati alla dignità di Principi dell'Impero russo (in russo Дадиани?) e godettero di notevole autonomia nei loro affari interni. Niko I Dadiani, l'ultimo Principe di Mingrelia fu deposto ed il suo principato fu abolito dal governo russo il 4 gennaio 1857. Il Principe Niko Dadiani rinunciò ufficialmente ai suoi diritti al trono nel 1868.

## Duchi (eristavi) e Principi (mtavari) di Mingrelia

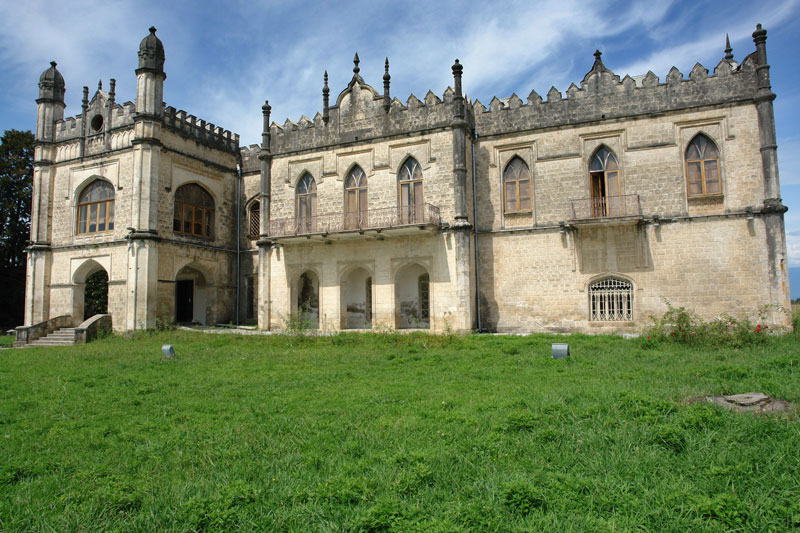
Il Palazzo Dadiani a Zugdidi

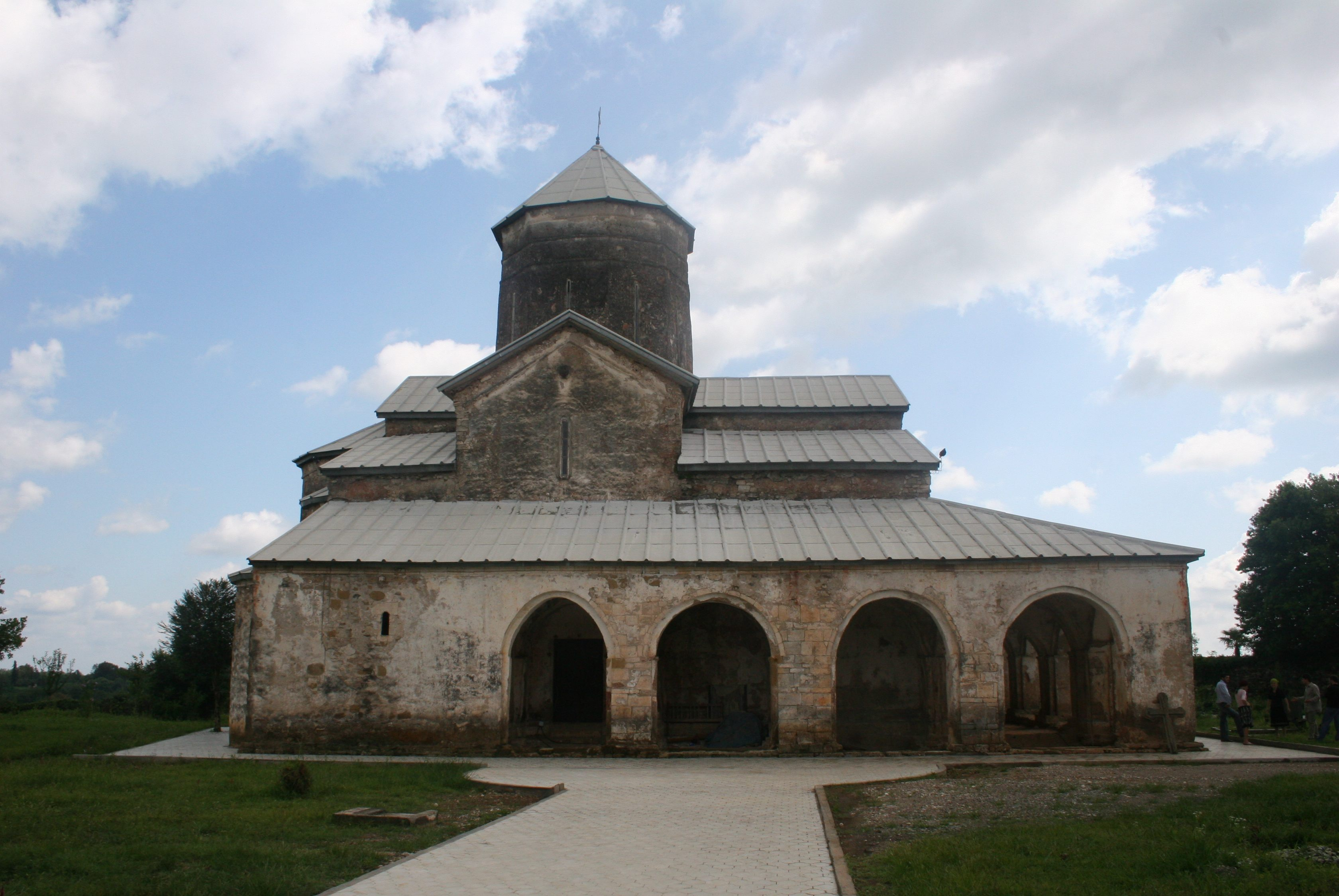
La Cattedrale di Tsalenjikha che contiene le cappelle dinastiche dei Dadiani

- Vardan I Dadiani (ca 1180ss-1190s)
- Shergil Dadiani (ca 1220s-1240s)
- Vardan II Dadiani (ca 1240s-1250s)
- Tsotne Dadiani (ca 1260s)
- Bedan Dadiani (ca 1270s-ca 1290s)
- Giorgi I Dadiani (ca 1293-1323)
- Mamia I Dadiani (1323-1345)
- Giorgi II Dadiani (1345-1384)
- Vameq I Dadiani (1384-1396)
- Mamia II Dadiani (1396-1414)
- Liparit I Dadiani (1414-1470)
- Shamandavle Dadiani (1470-1473)
- Vameq II Dadiani (1474-1482)
- Liparit II Dadiani (1482-1512)
- Mamia III Dadiani (1512-1533)
- Levan I Dadiani (1533-1546)
- Giorgi III Dadiani (1546-1573, 1574-1582)
- Mamia IV Dadiani (1574, 1582-1590)
- Manuchar I Dadiani (1590-1611)
- Levan II Dadiani (1611-1657)
- Liparit III Dadiani (1657-1658)
- Vameq III Dadiani (1658-1661)
- Levan III Dadiani (1661-1681)
- Levan IV Dadiani (1681-1691)
- Giorgi IV Dadiani (Lipartiani) (1700-1704, 1710-1714)
- Katsia I Dadiani (1704-1710)
- Bezhan I Dadiani (1714-1728)
- Otia I Dadiani (1728-1758)
- Katsia II Dadiani (1758-1788)
- Grigol I Dadiani (1788-1791, 1794-1802, 1802-1804)
- Manuchar II Dadiani (1791-1793)
- Tariel Dadiani (1793-1794, 1802)
- Levan V Dadiani (1804-1840)
- David I Dadiani (1840-1853)
- Niko I Dadiani (1853-1857)

## Capi del Casato Principesco di Mingrelia
- Niko I Dadiani (1857-1903)
- Niko II Dadiani (1903-1919)
- Shalva Dadiani (1919-1959)
- Archil Dadiani (1959-1976)
- Niko III Dadiani (1976-oggi)

## Altri membri della famiglia
- Constantine Dadiani, poeta e generale dell'esercito russo
- Andria Dadiani, giocatore di scacchi e mecenate del torneo
- Ek'at'erine Dadiani, Principessa Reggente di Mingrelia
- Salome Dadiani, moglie del Principe Achille Murat figlio di Napoleone Luciano Carlo Murat
- Shalva Dadiani, noto scrittore e drammaturgo